# Li Ho-pyong
Li Ho-pyong   (16 d'octubre de 1951) és un lluitador nord-coreà, ja retirat, especialista en lluita lliure, que va competir durant la dècada de 1970.
El 1976 va prendre part en els Jocs Olímpics d'Estiu de Montreal, on disputà, sense sort, la competició del pes gall del programa de lluita lliure. Quatre anys més tard, als Jocs de Moscou, guanyà la medalla de plata en la mateixa prova, en perdre la final contra Sergei Beloglazov.